# الحی، عراق
الحی (به عربی: الحی) یک شهر در عراق است که در استان واسط واقع شده‌است.